# Stromatospongia micronesica
Stromatospongia micronesica är en svampdjursart som beskrevs av Hartman och Goreau 1975. Stromatospongia micronesica ingår i släktet Stromatospongia och familjen Astroscleridae.
Artens utbredningsområde är havet kring Mikronesien. Inga underarter finns listade i Catalogue of Life.